# Julie Cooper (femme politique)
Julie Elizabeth Cooper (née le 20 juin 1960) est une femme politique britannique du parti travailliste, qui est députée pour Burnley de élections générales de 2015 à 2019.

## Carrière

### Politique locale et élection générale de 2010
Professeure d'anglais de profession, Cooper étudie à l'Université Edge Hill avant d'enseigner au niveau secondaire. Elle dirige ensuite avec son mari une entreprise de pharmacie basée à Burnley. Elle est élue pour la première fois conseillère dans le quartier de Bank Hall au conseil de Burnley Borough en mai 2005, puis est chef du groupe travailliste.
Elle est sélectionnée comme candidate du parti travailliste pour les élections générales de 2010 en décembre 2009, après que la députée travailliste sortante, Kitty Ussher, ait décidé de se retirer. La sélection du successeur de Ussher suscite une certaine controverse, lorsque le Comité exécutif national du mouvement travailliste décide de choisir sur une liste restreinte composée uniquement de femmes, décision qui est ensuite annulée à la suite d'accusations d'injustice.
Elle est battue par le candidat démocrate libéral, Gordon Birtwistle. Burnley, qui a élu un candidat travailliste à chaque élection depuis 1935, est l'une des trois circonscriptions du East Lancashire à être perdues par le parti en 2010, ce que les militants locaux imputent à l'impopularité du gouvernement de Gordon Brown.
La perte des services hospitaliers d'urgence dans la ville, qui sont transférés à Blackburn, est également une question sensible et Birtwistle a fait campagne pour les ramener. Cependant, lors des élections locales de mai 2012, les travaillistes reprennent le contrôle du conseil et Cooper devient chef du conseil.

### Élection générale 2015 et député de circonscription
En juillet 2013, elle est sélectionnée pour se présenter à nouveau en 2015, sur une liste restreinte réservée aux femmes et un Vote à bulletin secret. Le Parti travailliste considère que la victoire dans la circonscription de Burnley constitue une étape importante pour revenir au gouvernement.
Lors des élections, elle reprend le siège des démocrates libéraux, battant Birtwistle,. À la suite de la démission d'Ed Miliband comme leader du parti travailliste à la suite des élections, elle est l'un des 68 députés à apporter son soutien à Andy Burnham lors de l(Élection à la direction du Parti travailliste britannique de 2015.
Cooper prononce son premier discours à la Chambre des communes le 1er juin. Le 4 juin, Cooper fait partie des vingt députés de base de la Chambre des communes à qui il serait accordé du temps parlementaire pour présenter un projet de loi. Son projet de loi, visant à exempter les soignants du paiement des frais de stationnement de voiture dans un hôpital, est adopté en première lecture le 24 juin.
Lorsque, en septembre 2015, les travaillistes élisent Jeremy Corbyn comme successeur de Miliband avec 59,5% des votes et Tom Watson comme son adjoint, Cooper appelle les députés à soutenir la nouvelle direction du parti.
Cooper soutient le maintien dans l'Union européenne lors du Référendum sur l'appartenance du Royaume-Uni à l'Union européenne. Après le vote, elle déclare qu'elle est "sous le choc" du résultat. En septembre 2017, elle vote contre le projet de loi de sortie de l'UE.